# Contextual Query Language
Contextual Query Language (CQL), anteriormente conocido como Common Query Language, es un lenguaje formal para representar consultas a sistemas de recuperación de información, tales como motores de búsqueda, catálogos bibliográficos y de museos. Sobre la base de la semántica de Z39.50, su objetivo de diseño es que las consultas sean legibles y escribibles por un humano; que sea intuitivo, manteniendo la expresividad de lenguajes de consultas más complejos. Es desarrollado y mantenido por la Agencia de Mantenimiento Z39.50, parte de la Biblioteca del Congreso de Estados Unidos.

## Ejemplos de sintaxis de consulta
Consultas sencillas:
dinosaurio

"Dinosaurio completo"

title = "dinosaurio completo"

title exact "el dinosaurio completo"
Las consultas que utilizan la lógica de Boole:
dinosaurio or ave

Asignación Palomar and "edad de hielo"

dinosaurio not reptil

dinosaurio and ave or dinobird

(Ave or dinosaurio) and (plumas or escamas)

"Dinosaurio emplumado" and (yixian or Yejé)
Consultas con el acceso índices de publicación:
publicationYear <1980

lengthOfFemur > 2.4

bioMass >= 100
Las consultas sobre la base de la proximidad de las palabras:
ribs prox/distance<=5 chevrons

ribs prox/unit=sentence chevrons

ribs prox/distance>0/unit=paragraph chevrons
Las consultas a través de múltiples dimensiones:
date within "2002 2005"

dateRange encloses 2003
Las consultas con base en la relevancia:
subject any/relevant "rana peces"

subject any/rel.lr "rana peces"
Este último ejemplo se especifica usando un algoritmo específico para la regresión logística.